# Ignaz Epper
Ignaz Epper (San Gallo, 6 luglio 1892 – Ascona, 12 gennaio 1969) è stato un pittore e scultore svizzero.

## Biografia
A San Gallo tra il 1908 e il 1912 si forma come progettista e disegnatore di ricami. Dal 1913 abbandona il suo impiego e diventa libero artista a Weimar e Monaco di Baviera. A metà del 1913 crea i suoi primi intagli in legno (Figura sospesa e Sebastiano I) e le sue prime litografie (Coppia Umana e Suonatore di Organetto). Durante e dopo essere stato mobilitato per prestare servizio militare, produce ben 59 xilografie e molti disegni ispirati agli eventi bellici.
Nel biennio 1916-1917 conosce a Zurigo Han Coray, che espone le xilografie e altre opere di Epper in permanenza nella sua galleria nella Mühlegasse, inoltre conosce anche personaggi come l'incisore Fritz Pauli, lo scrittore dottor Hans Ganz e il professor Paul Ganz. Nel 1919 sposa Mischa Quarles van Ufford (olandese). Dopo numerosi viaggi, nel 1922 si reca per la prima volta ad Ascona.
Alla fine degli anni '20 avvengono eventi tragici nella cerchia degli amici che si ripercuotono evidentemente nelle xilografie (Il suicida, Il Criminale, L'impiccato e il Cavaliere Apocalittico). Negli anni zurighesi fino al 1932 conosce numerosi pittori e scultori (Geiser, Fischer, Kündig, Rabinovitch, Suzanne Schwob, Stanzani, Wiemken) e diversi scrittori (Bührer, Humm, Morgenthaler, Pulver, Rölli). Effettua soggiorni più o meno prolungati in Svizzera e all'estero, in particolare in Germania, a Berlino e Dresda, in Francia a Collioure e a Parigi, in Bretagna, Paesi Bassi e Italia meridionale.
Nell'inverno del 1932 si trasferisce definitivamente ad Ascona con sua moglie e fino al 1938 vive nella casa Pasini, in seguito nella sua casa, ora sede del Museo e Fondazione Ignaz e Mischa Epper. Ad Ascona stringe amicizia con Robert Schürch e Carl Gustav Jung; inoltre frequenta l'ambiente di Eranos che gli dà forti stimoli che influiscono sul suo modo di vivere. Anche dopo essersi stabilito ad Ascona non smette di intraprendere numerosi viaggi all'estero (Francia, Italia, Paesi Bassi, Paesi balcanici, Grecia e Libia).
Muore suicida il 12 gennaio 1969 ad Ascona.

## Bianconero e chiaroscuro: le xilografie di Ignaz Epper
L'apporto che ha dato alla storia dell'arte svizzera consiste nella sua opera xilografica, soprattutto nella produzione che va dal 1913 ai primi anni venti. La sua produzione giovanile si inserisce nell'arte espressionistica, che comincia ad affermarsi nel primo decennio del Novecento. A Zurigo prese avvio un movimento svizzero di recupero dell'espressionismo, come si manifestava nei paesi germanofoni. Ma, contrariamente alla contestazione artistica aggressiva dei gruppi tedeschi, in Svizzera si trattava di "un espressionismo introverso". Le circostanti esteriori negative e la crisi generale stavano dunque all'origine dell'espressionismo smorzato degli artisti svizzeri; nel suo caso si aggiunge la pena interiore: il difficile destino personale del giovane artista.
Dopo lo scoppio della prima guerra mondiale egli trovò nella xilografia un mezzo appropriato per i suoi principi di espressione naturale. In quel periodo trovò il suo inconfondibile, personale stile xilografico. Scavò solchi e graffi lunghi e aguzzi nella tavoletta; rilievi e incavi si manifestavano nella stampa come strisce nere e bianche, che per lo più coprono tutta la superficie e insieme formano l'immagine, ondeggiano o penetrano in fasci interi nella profondità degli spazi che devono sottomettersi alle leggi del sentimento, e non della prospettiva abituale. Negli anni venti si intravedono sempre più spesso anche neri intensi, con tonalità intermedie tramite svariati tratteggi e intrecci di linee. La sua tecnica xilografica in generale stava cambiando.
L'emergenza di un taglio violento veniva sempre di più sostituita da un riesame riflessivo e della padronanza dell'attrezzo. Una costante che avrebbe accompagnato la sua opera per anni è sicuramente il "narciso monacale" con un certo compiacimento della bellezza che risiede nella sofferenza. Nel San Sebastiano (1913 e 1916) il martirio del Santo è paragonato alle tensioni personali dell'artista. Inoltre lampade, lanterne, astri, fulmini o semplicemente la luce che penetra rapida sono quasi onnipresenti nelle sue xilografie. Una tale sorgente di luce naturale o artificiale rappresenta di solito un occhio severo, al quale nulla rimane nascosto. Spesso questo simbolo è rafforzato dall'occhio vero di un guardiano. Vedi la lampadina che brilla sopra i soldati dal sonno inquietante nella xilografia Accantonamento del 1917, oppure come simbolo dell'emarginato minacciato per antonomasia, cioè l'artista, che, seguito dal grande pubblico e alto al di sopra delle teste fa il Funambolo (1917).
Alcune serie sulla Vita di Cristo (1915) e altre figure di storie bibliche, tratte dal Vecchio e dal Nuovo Testamento, confermano una ricerca di redenzione nel campo religioso. Un possibile rifugio terreno, la natura, appare raramente nelle xilografie e se appare, è spesso essa stessa ferita. Presentando la natura come paesaggio industriale, l'artista allude allo stato d'animo di chi ha causato tale degrado. Anche l'animale è visto come vittima di addestramento o di distruzione da parte dell'uomo. Destini equini si compiono nel Maneggio (1917) e in scene di morte e di panico intorno a Macello equino (1916). Non solo in questo modo egli ricorda agli uomini lo squallore e la solitudine della loro esistenza. Li confronta con Notte inquieta (1917) da soli nella loro camera, oppure con La stanza del malato (1917).
A poco a poco l'equilibrio minacciato va a ordinarsi in composizioni più raffinate dal punto di vista statico, ma a scapito della primordiale forza espressiva. In modo crescente la spazialità e la corporalità si ispirano al dato naturalistico, talvolta fino ad una fedeltà inusuale al dettaglio. Da nuove sfumature nelle xilografie scaturiscono anche nuove atmosfere, la scena è illuminata più regolare, figure e oggetti appaiono sempre più immersi in un mite chiaroscuro, come se fossero delle apparizioni mistiche o immagini spettrali come nel Demone sopra la città (1928). Il nuovo chiaroscuro che sostituisce il vecchio bianconero rispecchia una visione più rilassata, ad operare non è più il giovanotto inquieto, ma un uomo maturo.

## I ritratti
La serie di ritratti può sembrare, se osservata nel complesso della sua opera xilografica, piuttosto una linea laterale. Ma attraverso la scelta delle persone ritratte si scopre l'acuta partecipazione dell'artista alle contese spirituali, sociali e politiche del suo tempo, in particolare durante gli anni venti e in modo particolare nell'ambiente degli artisti ed intellettuali che si incontravano nei caffè sul Limmatquai di Zurigo. Nei suoi molti ritratti si incontrano personaggi come Han Coray (1880 - 1974), Jakob Bührer (1882 - 1975), Elisabeth Thommen (1888 - 1960), Karl Naef (1894 - 1959), Gregor Rabinovitch (1884 - 1958) e tanti altri.